# Mark Vigil
Mark Vigil (* Oktober 1954 in Spokane, Washington) ist ein US-amerikanischer Komponist.
Vigil studierte bis 1981 am Cornish College of the Arts in Seattle Klavier bei Corri Celli und Jessie Parker und Komposition bei Janice Giteck. 1996 erlangte er den Mastergrad im Fach Komposition an der University of Oregon, wo Rober Kyr und Hal Owen seine Lehrer waren. Seit 2002 ist er Schüler von Tomas Svoboda. Neben kammermusikalischen und Klavierwerken komponierte Vigil eine Messe und andere geistliche Chorwerke sowie Stücke für Gamelan-Orchester.

## Werke
- Interlude for Solo Guitar, 1978
- And Yet There Could Be Love für gemischten Chor a cappella, 1978
- The Sun is the Ocean für Harfe, Sopran und gemischten Kammerchor, 1980
- Closer für Gamelanorchester, zwei Flöten und gemischten Chor, 1980
- Three songs for Harp & Mezzo-Soprano, 1980
- Well of Living Waters für Gamelanorchester, gemischten Chor, Frauenchor und zwei Flöten, 1982
- Gending "Maharaj Ji" für Gamelanorchester, 1984
- Gending "Field of Flowers" für Gamelanorchester, 1990–2008
- Trio For violin, Bb Clarinet & Piano, 1991–96
- The Secret Sky für Gamelanorchester und zwei Flöten, 1992
- Trio for Flute, viola & Harp-An Autobiography of a Traveler Can You Hear The Voice of The Roses?, 1992
- Fantasy for Piano #1, 1993
- Ich Habe Bambus Geschnitten für Flöte, Klavier und Perkussion, 1993
- In Expression für Gamelanorchester, zwei Flöten und dreistimmigen Frauenchor, 1993
- Duet for Cello & Piano, 1993
- Woodwind Quintet, 1993–99
- Octet "Wildflowers", 1994
- Trio for Flute, Viola & Harp (Dew Drop Dares To Play With The Light of the Sun), 1994
- The Sun and the Sunflower für Gamelanorchester, 1994
- Mariposo Tulip-Of The Genus Calachortus Lutens für Gamelanorchester, 1994
- Brass Sextet, 1994
- Progeniture für Flöte und acht Perkussionisten, 1994
- Gending "Waters of the Heart" für Gamelanorchester, 1994
- String Quartet #1, 1995
- Magnificat für Flöte, Klarinette, Chor und Solisten, 1995
- String Quartet #2, 1997
- Elizabeth für Klavier, 1998
- Piano Sonata #1, 1999
- Fantasy for Piano #2, 2002
- Nine Preludes for Piano Book #1, 2001
- Piano Sonata #2, 2001
- Three Marian Antiphons Book #1 für zwei Chöre a cappella, 2001
- Three Marian Antiphons Book #2 für zwei gemischte Chöre a cappella, 2001
- Nine Preludes for Piano Book #2, 2002
- String Quartet #3, 2002
- Missa Ordinarium für Bläserensemble, Harfe, zwei Chöre und Viertelton-Streichsextett, 2003–04
- Missa Brevis für Streichquartett und gemischten Chor, 2004–05
- Dragonfly Idyll-Butterfly Idyll für Shakuhachi, Koto, Harfe und Klavier, 2005–06
- Jubilato Deo für Bläserensemble, Perkussion, Klavier, Harfe, zwei Frauenchöre und Streicher, 2005–06
- Scherzoso Capriccio-Life Itself für Perkussion, Streichquartett und Pizzicato-Streichorchester, 2005–06
- Passacaglia Ma Un Poco Fantasia-Basso Ostinato with Theme and 18 Variations für Bläserensemble, Perkussion, Cello und Viola, 2006–07
- Sonatine-Moto Perpetuo (This Sweet Life-In a Bit of a Hurry) für Klavier, 2006–07
- "If The Falling Of A Hoof" für Bläserensemble, Harfe, Cembalo, Perkussion, Mezzosopran, Bassbariton, Violine, Viola und Cello, 2006–07
- Five Preludes for Violin And Piano, 2007–08
- Haec Dies (This is the Day) für gemischten Chor, Männerchor und Instrumentalquintett, 2008
- Three Preludes for Bb Clarinet & Piano, 2008
- Five Bagatelles for Mixed Quintet six Percussionists & Chorus, 2009–10
- Please für Bläser, lyrischen Sopran, gemischten Chor, Perkussion, Streichtrio und Streichorchester, 2009
- Wildflowers2 für Concert Band, 2010
- String Quartet #4, 2011
- "En el Capricho de una Perla" (On The Whim Of A Pearl) für Flöte, Klarinette, Saxophon, Horn, zwei Harfen, Violine und Streichorchester, 2011